# Siphona lurida
Siphona lurida là một loài ruồi trong họ Tachinidae.